# Biographie du chevalier à la barbe frisée
La Biographie du chevalier à la barbe frisée (chinois traditionnel : 虯髯客傳 ; chinois simplifié : 虬髯客传 ; pinyin : qiúrán kèzhuàn) est un récit en langue classique (ou chuanqi), de type wuxia (roman de chevalerie) de Du Guangting (杜光庭, 850-933), écrivain taoïste.
La Biographie du chevalier à la barbe frisée se trouve au chapitre 193 du Taiping guangji. L'héroïne de la nouvelle est au centre de nombreuses adaptations ultérieures, notamment un zaju de Ling Mengchu (1580-1644).

## Résumé
La Biographie du chevalier à la barbe frisée raconte la rencontre entre deux amoureux, Li Jing et Hongfu (en), et un aventurier avec Li Shimin (李世民), le futur fondateur de la dynastie Tang

## Traductions
- L'Homme à la barbe frisé, dans Contes de la dynastie des Tang, Éditions en langues étrangères, Pékin, 1958.
- « Barbe bouclée. L'étranger à la barbe et aux favoris bouclés », dans Histoires extraordinaires et récits fantastiques de la Chine ancienne. Chefs-d'œuvre de la nouvelle (Dynastie des Tang. 618-907). II, trad. André Lévy, Aubier, 1993, rééd. GF-Flammarion, 1998.